# Mixochthonius pilososetosus
Mixochthonius pilososetosus är en kvalsterart som först beskrevs av Forsslund 1942.  Mixochthonius pilososetosus ingår i släktet Mixochthonius och familjen Brachychthoniidae. Inga underarter finns listade i Catalogue of Life.